# 中国人民解放军陆军装备部
中国人民解放军陆军装备部，位于北京市，是中国人民解放军陆军机关职能部门，负责中国人民解放军陆军装备工作。

## 沿革
1998年，中国人民解放军总装备部成立，下设中国人民解放军总装备部通用装备保障部、中国人民解放军总装备部陆军装备科研订购部等。2016年改革前，通用装备保障部下设有：工厂管理局、车船局等。
2015年12月，在深化国防和军队改革中，组建中国人民解放军陆军领导机构。中国人民解放军陆军设中国人民解放军陆军装备部。首任部长为高波。。首任政治委员为马魁。该部是2016年中国人民解放军总装备部通用装备保障部、中国人民解放军总装备部陆军装备科研订购部等部门撤销后整合重组成立。

## 机构设置
- 综合计划局[7]
- 科研订购局[8]
- 试验监管局[6]
- 信息系统局

……
军事代表局
- 陆军车船军事代表局[9]
- 陆军装甲军事代表局[9]
- 陆军工程兵军事代表局[7][10][11][12]
- 陆军航空军事代表局
  - 驻上海地区航空军事代表室
  - 驻景德镇地区航空军事代表室
  - 驻株洲地区航空军事代表室
- 陆军驻重庆地区军事代表局[4]
- 陆军驻武汉地区军事代表局[13][14]
  - 驻桂林地区军事代表室
- 陆军驻西安地区军事代表局[15]
- 陆军驻沈阳地区军事代表局[9]
  - 驻大连地区军事代表室
- 陆军驻南京地区军事代表局[9]
  - 驻上海地区第一军事代表室（驻黄浦区）
  - 驻上海地区第三军事代表室（驻闵行区）[16]
- 陆军驻北京地区军事代表局[17]
  - 驻北京地区第六军事代表室
  - 驻大同地区军事代表室

……

## 历任领导
| 中国人民解放军总装备部通用装备保障部部长 - 解思调 少将（1998年—2002年） - 王洪光 少将（2002年9月—2005年12月） - 张福兴 少将（2006年—2012年） - 李明泉 少将（2012年—2015年） - 雷红雨 少将（2015年—2016年） | 中国人民解放军总装备部通用装备保障部政治委员 - 王荣耀 少将（？—2009年） - 常生荣 少将（2009年—2012年） - 张仁锋 少将（2012年—2016年） |

| 中国人民解放军陆军装备部部长 1. 高波 少将（2016年—） | 中国人民解放军陆军装备部政治委员 1. 马魁 少将（2016年—） |

中国人民解放军陆军装备部副部长
- 郭建华 少将（2016年—2017年）[25][26]
- 吕明 少将（2016年—）[27]
- 马忠凯 少将（2016年—）[28]